# Masayuki Yanai
| Asteroides descobertos: 27 | Asteroides descobertos: 27 |
| -------------------------- | -------------------------- |
| 3867 Shiretoko[1]          | 16 de Abril, 1988          |
| 3915 Fukushima [1]         | 15 de Agosto, 1988         |
| 4263 Abashiri [1]          | 7 de Setembro, 1989        |
| 4557 Mika [1]              | 14 de Dezembro, 1987       |
| 4771 Hayashi [1]           | 7 de Setembro, 1989        |
| 5121 Numazawa [1]          | 15 de Janeiro, 1989        |
| 5174 Okugi [1]             | 16 de Abril, 1988          |
| 5374 Hokutosei [1]         | 4 de Janeiro, 1989         |
| 6562 Takoyaki [1]          | 9 de Novembro, 1991        |
| 6707 Shigeru [1]           | 13 de Novembro, 1988       |
| (7828) 1992 SD13 [1]       | 28 de Setembro, 1992       |
| 8182 Akita [1]             | 1 de Outubro, 1992         |
| 10117 Tanikawa [1]         | 1 de Outubro, 1992         |
| 11280 Sakurai [1]          | 9 de Outubro, 1989         |
| 11494 Hibiki [1]           | 2 de Novembro, 1988        |
| (11546) 1992 UM6 [1]       | 28 de Outubro, 1992        |
| (12746) 1992 WC1 [1]       | 16 de Novembro, 1992       |
| (13561) 1992 SB1 [1]       | 23 de Setembro, 1992       |
| (13564) 1992 UH1 [1]       | 19 de Outubro, 1992        |
| (14441) 1992 SJ [1]        | 21 de Setembro, 1992       |
| (14443) 1992 TV [1]        | 1 de Outubro, 1992         |
| (14901) 1992 SH [1]        | 21 de Setembro, 1992       |
| (17516) 1992 UZ6 [1]       | 28 de Outubro, 1992        |
| (22346) 1992 SY12 [1]      | 28 de Setembro, 1992       |
| (23465) 1989 UA1 [1]       | 24 de Outubro, 1989        |
| (24757) 1992 VN [1]        | 1 de Novembro, 1992        |
| (35143) 1992 UF1 [1]       | 19 de Outubro, 1992        |
| 1. 1 com Kazuro Watanabe   |                            |

Masayuki Yanai (箭内 政之, Yanai Masayuki) (1959 , ) é um astrónomo japonês, prolífico descobridor de asteroides.
O asteroide 4260 Yanai foi assim nomeado em sua homenagem.